# 傑歐·莫雷拉之家
傑歐·莫雷拉之家是一座由著名现代主义建筑师路易斯·多梅内克·蒙塔内尔设计的建筑，位于加泰隆尼亞巴塞罗那扩展区格拉西亚大道35号，即一百街（Carrer del Consell de Cent）路口，是巴塞罗那的不和谐街区的三座重要建筑之一。
1902年，佛蘭斯卡·莫雷拉（Francesca Morera）指定路易斯·多梅内克·蒙塔内尔改建1864年興建的「casa Rocamora」。莫雷拉於1904年逝世，這座建築遂以他兒子亞爾伯特·傑歐·莫雷拉（Albert Lleó i Morera）的名字命名。